# Zuppa
Zuppa era una ciutat i un regne del nord de Síria, situada entre Iamkhad i Karkemish
Cap a la meitat del segle xvii aC era una de les ciutats aliades al rei hitita Hattusilis I quan anava a sotmetre la ciutat estat d'Urshu.